# Whitehall (Orcadi)
Whitehall è il villaggio dell'isola di Stronsay, sulle Isole Orcadi della Scozia. Si tratta di un piccolo villaggio, con circa 50 abitazioni e comprende anche un negozio, un caffè, un centro storico conosciuto come Fish Mart, l'hotel Stronsay con annesso pub, un ufficio postale, un molo per i pescatori e uno per i traghetti.

## Storia
Whitehall è una città che ha sperimentato un forte boom, e la sua crescita e il declino è stato legato all'industria delle aringhe, che fu inizialmente sviluppata dagli olandesi.
Prende il nome da un'abitazione costruita intorno al 1670 da Patrick Fea, un pensionato, il cui discendente John Fea fondò l'industria della combustione delle alghe nel 1722.
Il declino dell'industria delle aringhe andò di pari passo con la pesca selvaggia, e con lo scoppio della seconda guerra mondiale. Vi era già stato un simile declino nella prima guerra mondiale, ma nel successivo periodo interbellico vi fu una piccola ripresa. Fino ad allora, Whitehall era stata il maggiore porto per le aringhe nelle Orcadi settentrionali, con commerci prevalenti con i porti del Mar Baltico. Nel periodo del picco dei commerci, 300 barche erano ormeggiate al porto di Whitehall, insieme a quindici stazioni per il congelamento e 1500 pescivendoli; gran parte della popolazione era itinerante. Nell'alta stagione erano presenti quaranta pub, e molte abitazioni venivano date in affitto. La ricchezza di allora si può vedere dalle grandi case che ancora dominano sulla città.
A parte la pesca delle aringhe e la combustione delle alghe, vi era anche una industria minore: la caccia alla balena. Cinquanta balene vennero portate nella vicina Mill Bay per ottenere olio, con un procedimento simile al Grindadráp delle Isole Faroe.